# Санта Софија Марекиа
Санта Софија Марекиа је насеље у Италији у округу Арецо, региону Тоскана.
Према процени из 2011. у насељу је живело 18 становника. Насеље се налази на надморској висини од 506 м.